# Barbara Sparti
Barbara Sparti (* 7. Februar 1932 in New York; † 17. Juni 2013 in Rom) war eine US-amerikanische Choreografin und Tanzhistorikerin, die sich eingehend mit dem Italienischen Tanz der Renaissancezeit befasst hat.

## Leben und Werk
Sparti studierte Musik und Tanz in New York sowie die Methoden von Carl Orff und Émile Jaques-Dalcroze in Salzburg und Genf. Sie unterrichtete zunächst Musik und Bewegung für Kinder und Erwachsene. Ab  1973 gab sie auch Workshops zum Italienischen Tanz des 15.–17. Jahrhunderts in Europa, Nordamerika und Japan. Sie war Gastdozentin an der Tel-Aviv University all'Hebrew, an der Rubin Academy of Music and Dance in Jerusalem (1997), an der University of California Santa Cruz (2000) sowie an der Princeton University (2002).
Im Laufe ihrer Karriere spezialisierte sich Sparti auf die Tänze der italienischen Renaissance und gründete das Ensemble „Gruppo di Danza Rinascimentale“, welches unter ihrer Leitung von 1975 bis 1988 bei Festivals, Ausstellungen und Konferenzen in den wichtigsten italienischen und europäischen Zentren auftrat.
Sparti schuf Choreographien zur Musik von Giulio Caccini, Emilio de’ Cavalieri, Marco da Gagliano, Claudio Monteverdi und zu Bühnenstücken von Ruzante, unter anderem in Zusammenarbeit mit dem RAI und dem Maggio Musicale Fiorentino.
Neben einer Übersetzung des Traktates von Guglielmo Ebreo (1463) hat sie auch eine bedeutende Ausgabe des von ihr entdeckten Santucci-Manuskriptes (1614) als Faksimile ediert.  Sparti ist Autorin zahlreicher Aufsätze zur Tanzgeschichte und Tanzwissenschaft.
1990 wurde sie mit dem Titel „Distinguished Visiting Professor“ an der School of Dance der University of California (Los Angeles) ausgezeichnet, 2009 erhielt sie einen Ehrentitel von der Academy of Valladolid.

## Schriften

### Herausgeberische und editorische Tätigkeit
- Guglielmo Ebro of Pesaro. De Pratica Seu Arte Tripudii (= On the practice or art of dancing), edited, translated and introduced by B. Sparti, New York: Oxford University Press, 1993.
- Lutio Compasso. Ballo della Gagliarda, hg. von Barbara Sparti, Freiburg: fa-gisis, 1995.
- Ercole Santucci Perugino. Mastro da ballo (1614). Foreword by Bengt Häger. Introduction by Barbara Sparti. Hildesheim / Zürich / New York, Olms, 2004, ISBN 3-487-12683-4.
- Imaging Dance: Visual Representations of Dancers and Dancing (zusammen mit Van Zile, J.), Hildesheim / Zürich / New York, Olms, 2011, ISBN 978-3-487-14549-5.

### Aufsätze (Auswahl: seit 2006)
- "The Masks in the Dance Etchings of Giuseppe Maria Mitelli (Bologna 1634–1718)", in Wilson, D. (cur.), Masks, Masques and Masquerades: a Living Tradition, Proceedings of the EDC Conference, London, (Early Dance Circle), 2006, S. 23–29.
- “Isabella and the Dancing Este Brides, 1473–1514”, in Brooks, L. (cur.) Women Making Dance in Early Modern Europe. Studies in Dance History, Madison, WI,  University of Wisconsin Press, 2007, S. 19–48.
- "Hercules Dancing in Thebes, in Pictures and Music", Early Music History, Vol. 26, 2007, S. 219–270.
- "Inspired Movement versus Static Uniformity: A Comparison of Trecento and Quattrocento Dance Images" in Music in Art (International Journal for Music Iconography), Vol. XXXIII, n. 1-2, 2008, S. 39–51.
- "An 18th-Century Venetian Moresca. Popular Dance, Pyrrhic, or Regulated Competition", in Schlottermüller, U., Weiner, H., Richter, M.(cur.), Vom Schäferidyll zur Revolution. Europäische Tanzkultur im 18. Jahrhundert, Freiburg, "fa-gisis" Musik- und Tanzedition, 2008, S. 197–218.
- "Irregular and Asymmetric Galliards; The Case of Salomone Rossi", in Epp, M., Power, B.E. (cur.), The Sounds and Sights of Performance in Early Music, Aldershot, Ashgate, 2009, S. 211–228.
- "'Oh, East Is East, and West Is West, and Never the Twain Shall Meet'. La ricerca teorica e la pratica della danza storica: strade divergenti?", in Nocilli, C., Pontremoli, A. (cur.), La disciplina coreologica in Europa. Problemi e prospettive, Roma, Aracne, 2010, S. 153–167.
- “Chastisement and Celebration: Dance in Papal Bologna in the Etchings of G. M. Mitelli (1634–1718)”, in Sparti, B., Van Zile, J. (cur.), Imaging Dance: Visual Representations of Dancers and Dancing, Hildesheim, Olms, 2011, S. 149–180.
- "Jewish Dancing-Masters and 'Jewish Dance' in Renaissance Italy. Guglielmo Ebreo and Beyond" [expanded and updated], in Brin Ingber, J. (cur.), Seeing Israeli and Jewish Dance, Detroit, Wayne State University Press, 2011, S. 235–250.